# Art of Illusion
Art of Illusion är ett polskt band som spelar musik med inslag av rock och progressiv metall. Gruppen bildades i Bydgoszcz år 2002.

## Historia
I november 2014 släppte bandet sitt debutalbum Round Square of the Triangle. Tomasz Glazik, känd från det polska bandet Kult, medverkade och spelade saxofon i låten The Triangle. 
Albumet mottogs mycket bra av lyssnarna och fick bra recensioner både i Polen och utomlands, inklusive följande länder: Schweiz, Nederländerna, Frankrike, USA
I samband med turnén, som marknadsförde albumet Round Square of the Triangle, spelade Art of Illusion tillsammans med bland andra SBB, Collage, Riverside, Pendragon, Arena, Oberschlesien, Anvison, Dante, Retrospective och Hunter. 
Art of Illusion har också spelat på flera musikfestivaler: 
- Metal Hammer Festival 2015 - Prog Edition[7] tillsammans med: Dream Theater, Riverside, Evergrey, Collage, Tides From Nebula
- Slottsskogen Goes Progressive 2016[8] tillsammans med: The Watch, D’accorD, Hooffoot, Inventors of the Universe, MagNiFZnt
- IX Festiwal Rocka Progresywnego im. Tomasza Beksińskiego w Gniewkowie[9] tillsammans med: Thesis, Millenium, Osada Vida, Argos
- Art Prog Festival tillsammans med: Riverside, Materia

I början av 2017 släppte bandet singeln Devious Savior.  Musikvideon spelades in vid Jezuickie-sjön och i slottet i Lubostroń. 
I början av 2018 släppte Art of Illusion sitt andra album, Cold War of Solipsism. Albumet fick positiva recensioner.. 
Bandet marknadsförde sitt andra album i en turné som var gemensam med det brittiska bandet Arena. 
I början av 2020 slutade den ursprungliga basisten, Mateusz Wiśniewski. Han efterträddes av Artur Olkowicz (Mechanism, 1One).

## Sammansättning
- Filip Wiśniewski - gitarr

- Paweł Łapuć - piano, keyboard

- Kamil Kluczyński - trummor

- Artur Olkowicz (från 2020) - bas

- Marcin Walczak - sång

## Tidigare medlemmar
- Mateusz Wiśniewski (från 2002 till 2020) - bas

## Diskografi
Album
- 2014: Round Square of the Triangle[14]
- 2018: Cold War of Solipsism[15][16]

Single
- 2013: Thrown Into the Fog[17]
- 2017: Devious Savior[18]